# Jungen (St. Niklaus)
Jungen (walliserdeutsch Jungu) ist ein Weiler bzw. eine Alp der Gemeinde St. Niklaus (walliserdeutsch Zaniglas) im Walliser Bezirk Visp.

## Geographie

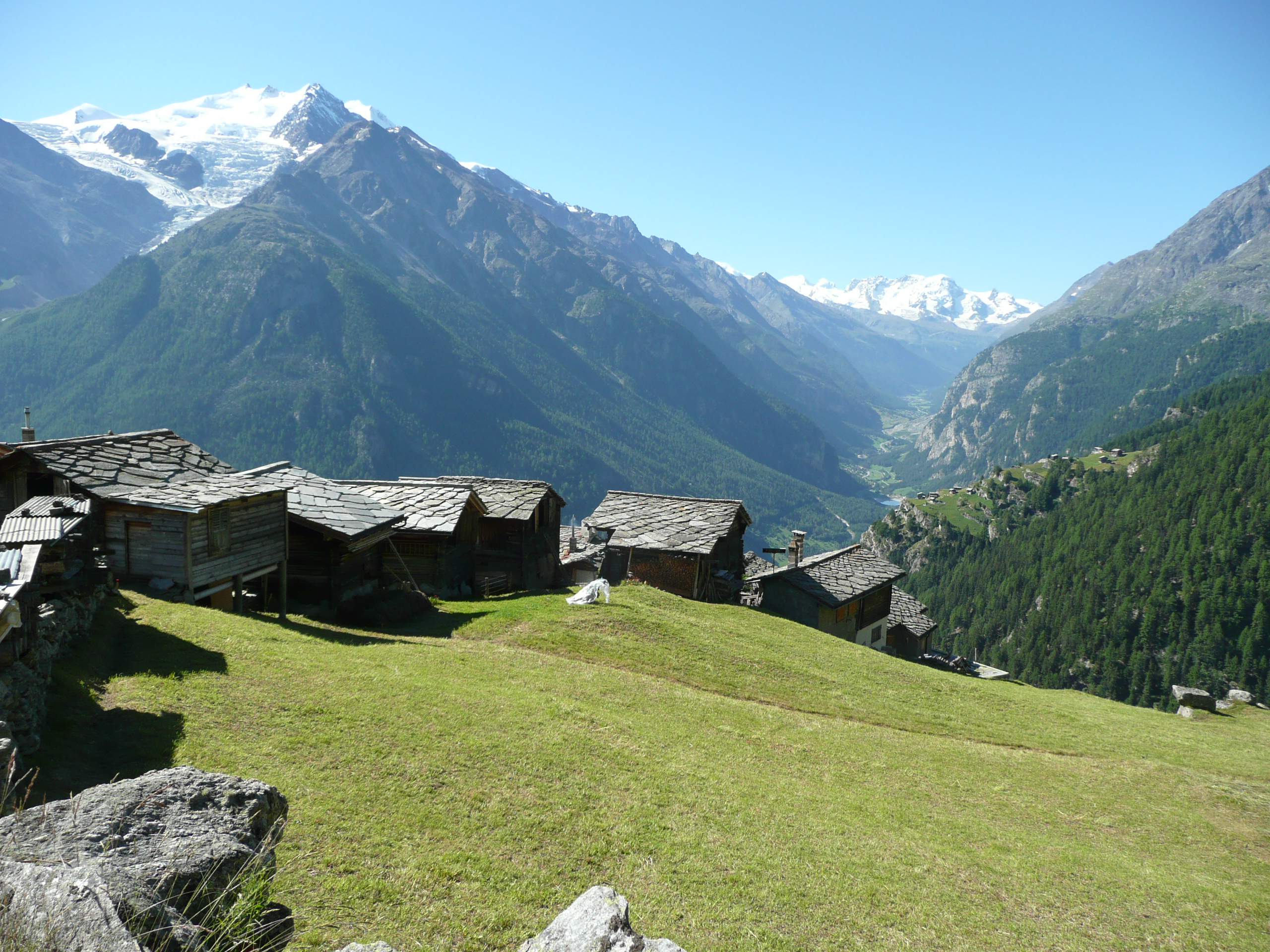
Blick von Jungen ins hintere Nikolaital. Links oben Riedgletscher mit (von rechts) Dom, Dürrenhorn, Hohberghorn, Stecknadelhorn und Nadelhorn der Mischabel sowie Ulrichshorn. Im Hintergrund von rechts Klein Matterhorn, Breithorn, Pollux und Castor. Häusergruppe rechts Sparren.

Jungen liegt auf mehreren Felsbuckeln über einer steil ins Nikolaital abfallenden Felswand östlich des Jungtals (2387 m ü. M.) mit dem vom Jungtaljoch (3220 m ü. M.) und Junggletscher (2993 m ü. M.) herabströmenden Jungbach.
Die Siedlung Jungen liegt auf 1960 m ü. M. an der linken Talflanke oberhalb von St. Niklaus Dorf (1120 m ü. M., walliserdeutsch Zaniglas) und ist auf dem Landweg über den Jungerweg zu Fuss zu erreichen. An der südlichen Grenze der Siedlung liegt auf einem Felsvorsprung die Kapelle Jungen auf einer Höhe von 1940 m ü. M.
Zu Jungen gehört unter anderem auch die kleinere Siedlung Wintergadmen (walliserdeutsch Wintergadmu) auf 1809 m. Zwischen den beiden Siedlungen liegen auf den beiden Hängen des Grabens Chelchuzigji verstreut einzelne Gebäude und Gebäudegruppen.
- Rechter Hang Chelchuzigji:
  - Unnerbächji (1870 m ü. M., ein stattliches Wohnhaus (walliserdeutsch Hiischi) und eine Stallung (walliserdeutsch Gädi)),
  - Gafinu (1795 m ü. M., ein Wohnhaus und zwei Stallungen) und
  - Dili (1853 m ü. M., zwei Wohnhäuser und zwei Stallungen).
- Linker Hang Chelchuzigji:
  - Lerchji (1798 m ü. M., drei Wohnhäuser und drei Stallungen),
  - Biel (1895 m ü. M., zwei Wohnhäuser, zwei Stallungen und einen Speicher (walliserdeutsch Schpiicher)) und
  - Egga (1934 m ü. M., drei Wohnhäuser).

Die Gebäude sind Blockhäuser aus Lärchenholz mit Dächern aus massiven Steinplatten.
Von Jungen aus sind bis zu vierzehn Viertausender und bei guter Sicht auch der Aletschgletscher zu sehen.

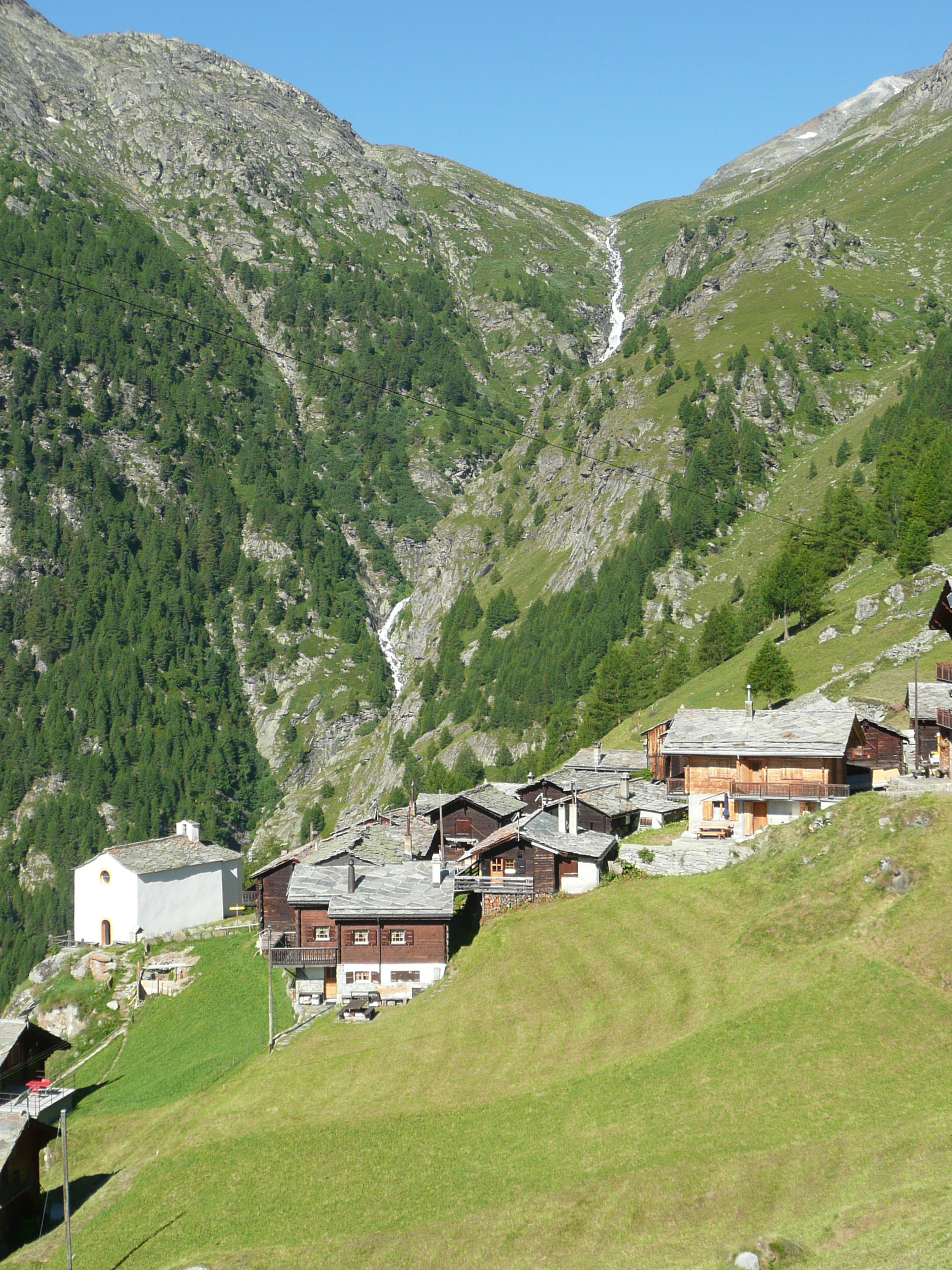
Jungen mit Kapelle, die auf steht.

## Geschichte
Bei der Renovation der Kapelle Jungen in den 1950er Jahren gefundene Tierknochen lassen darauf schliessen, dass Jungen bereits im Mesolithikum besiedelt war. Die heute noch bestehende und Maria geweihte Kapelle wurde im Jahre 1762 auf 1940 m ü. M. neu errichtet.
Bis zum Einbruch der Kleinen Eiszeit Anfang des 15. Jahrhunderts war Jungen eine ganzjährig bewohnte Siedlung und eine eigenständige Gemeinde.

## Familienname Jungen
Der Familienname Jungen stammt vom Weiler bzw. von der Alp Jungen der Gemeinde St. Niklaus VS ab. Im Jahre 1304 wird Johann, Sohn des Walter ab Jungen, urkundlich erwähnt. Walter ab Jungen hatte Zehndenrechte von der Familie von Underfluh, wohnhaft bei Stalden. Johann Jungen ist 1334 wohnhaft bei Burgen in Törbel. 1400 wohnt Anton Jungen in Stalden und sein Vater Johann in Embd. Ein Zweig der Familie Jungen zog 1400 nach Sitten, wo 1445 Arnold Jungen Landratsbote für Sitten wurde und 1447 Burgermeister von Sitten. Ein weiterer Zweig der Familie Jungen liess sich im 16. Jahrhundert in Frutigen nieder.

## Rastplatz «Seewjinen» und Älplerfest

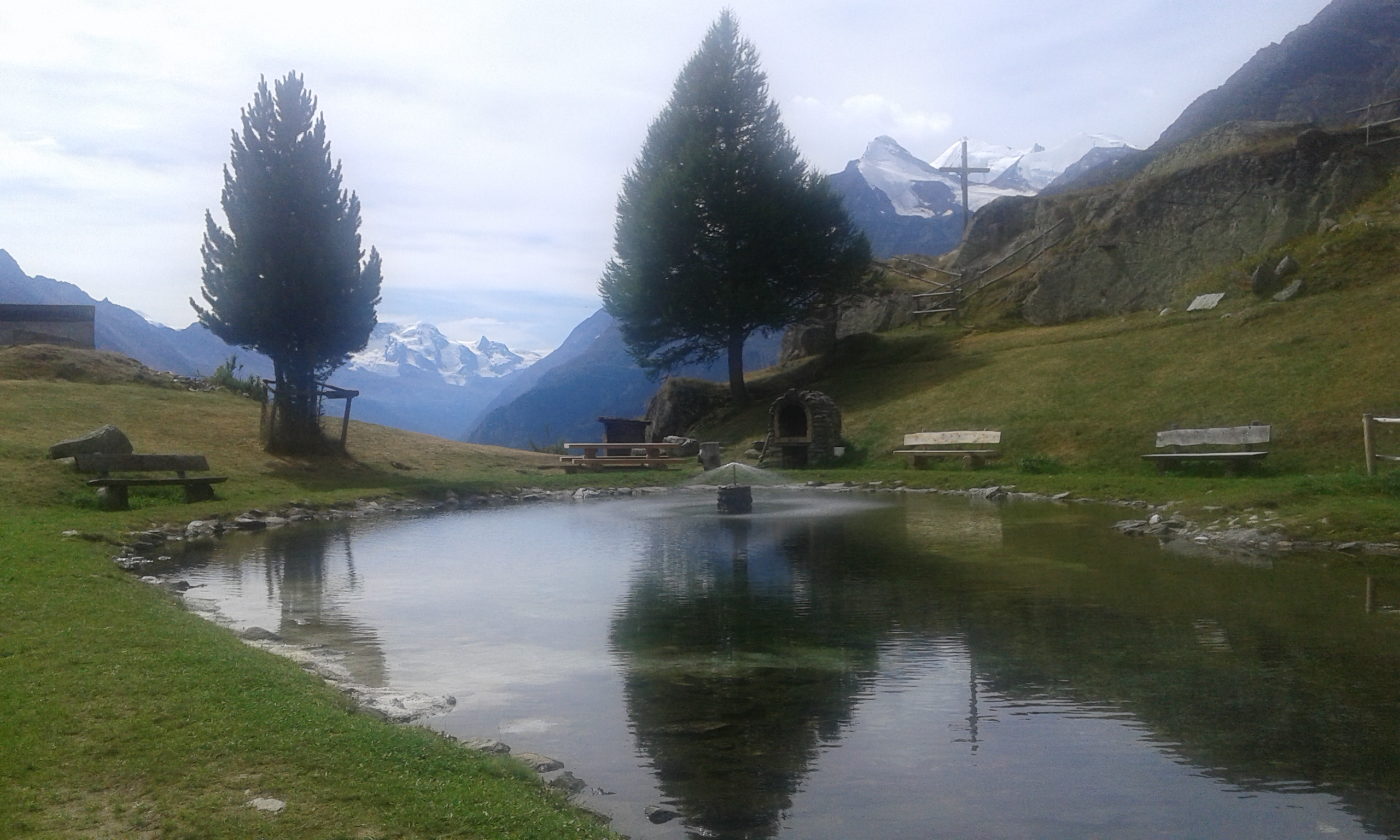
Rastplatz Seewjinen (walliserdeutsch Seewjini) auf, im Hintergrund Breithorn, Klein Matterhorn, Brunegghorn, Weisshorn und Bishorn.

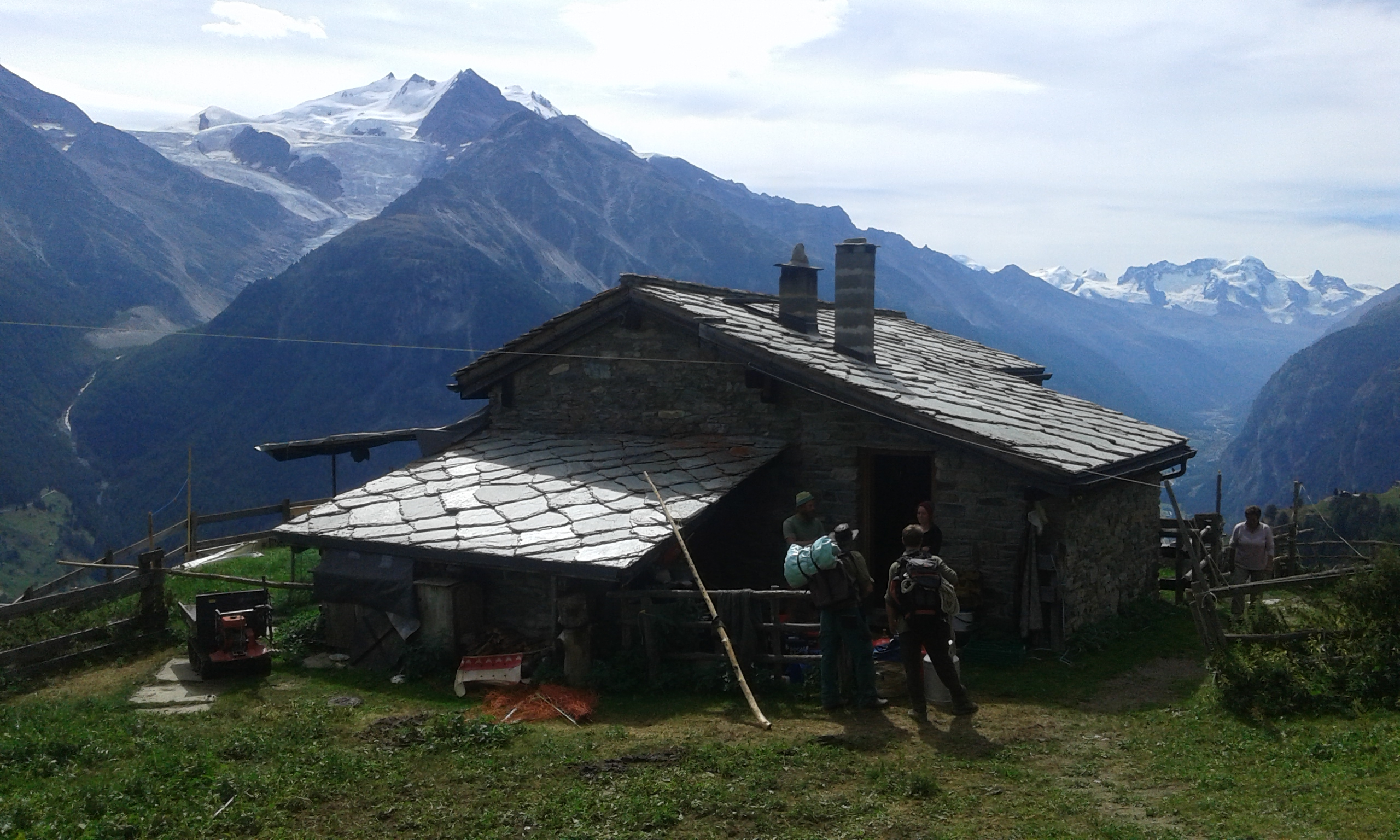
Alphütte der Jungeralp auf, im Hintergrund Ulrichshorn, Riedgletscher mit Nadelgrat und Dom, Castor, Pollux, Breithorn und Klein Matterhorn.

Auf Jungen findet seit dem Jahre 1980 alljährlich gegen Ende Juli oder Anfang August das Älplerfest statt, welches mit einem Feldgottesdienst beim Rastplatz Seewjinen (walliserdeutsch Seewjini) auf 1998 m eröffnet wird, der sich unweit oberhalb der Endstation der Personenseilbahn St. Niklaus Dorf – Jungen befindet. Dort finden sich ein kleiner See, Feuerstellen und Holztische mit Bänken.

## Jungeralp und Jungtalalp
An der nördlichen Grenze der Siedlung Jungen liegt die Alphütte der Jungeralp auf einer Höhe von 1989 m ü. M., die 140 Hektar Weideland nutzt. Die Weiderechte sind an den privaten Grundbesitz von Jungen gebunden. Es handelt sich also um eine Güteralp. Daneben besteht auch noch die Bergschaft Jungen, der die Gebäude und der Wald gehören. Die Bewirtschaftung erfolgt auf genossenschaftlicher Basis. Der Genossenschaft steht ein Alpenvogt vor. Jeweils Anfang Sommer im Monat Juni findet die Alpbelegung mit einer Messfeier in der Kapelle Jungen statt. Im Hochsommer im Monat August wird die Alphütte im Jungtal auf einer Höhe von 2387 m und dessen Weideland genutzt.
Jungen ist einer der Alpen im Kanton Wallis, deren Naturkäse die Qualität «1A» hat und somit die Marke «Raclette du Valais AOP» bzw. den Namen «Jungen» auf der Järbseite (sozusagen die «Zylinderwand» des Laibs) eingeprägt oder als Relief tragen kann.

## «Jungeralp-Liädji»
Das Jungeralp-Liädji (auch Jungerliädji; Liädji walliserdeutsch für Lied) wurde komponiert und getextet von Karl Burgener, der von 1965 bis 1993 Pfarrer in St. Niklaus war.

## Personenseilbahn Jungeralp (Jungerbahn)

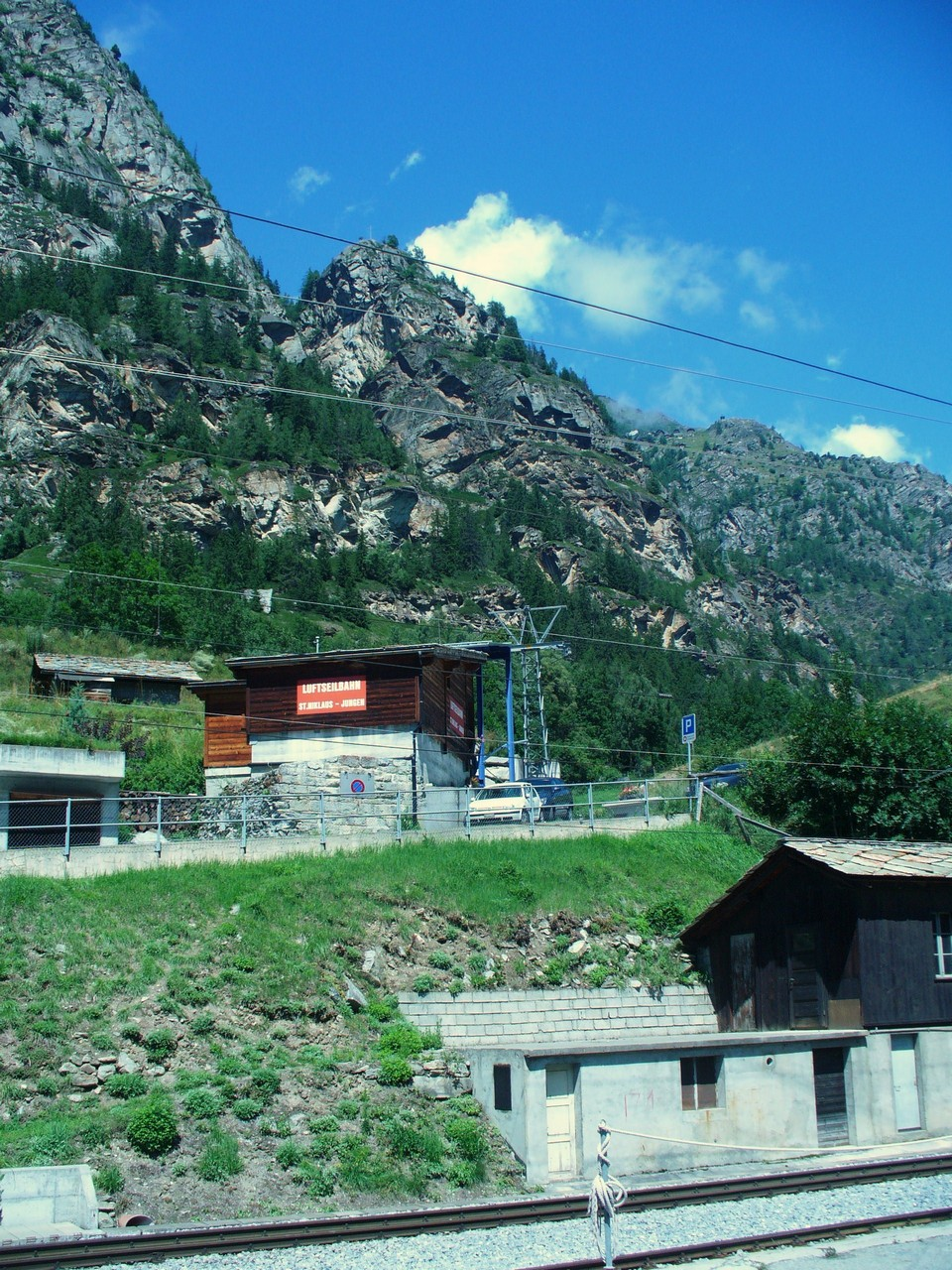
Talstation der Seilbahn nach Jungen direkt über dem Bahnhof St. Niklaus der Matterhorn-Gotthard-Bahn. Die Bergstation befindet sich auf dem Gipfel des rechten Felsens. Links davon einige Häuser von Jungen, rechts darunter einige Häuser von Wintergadmen.

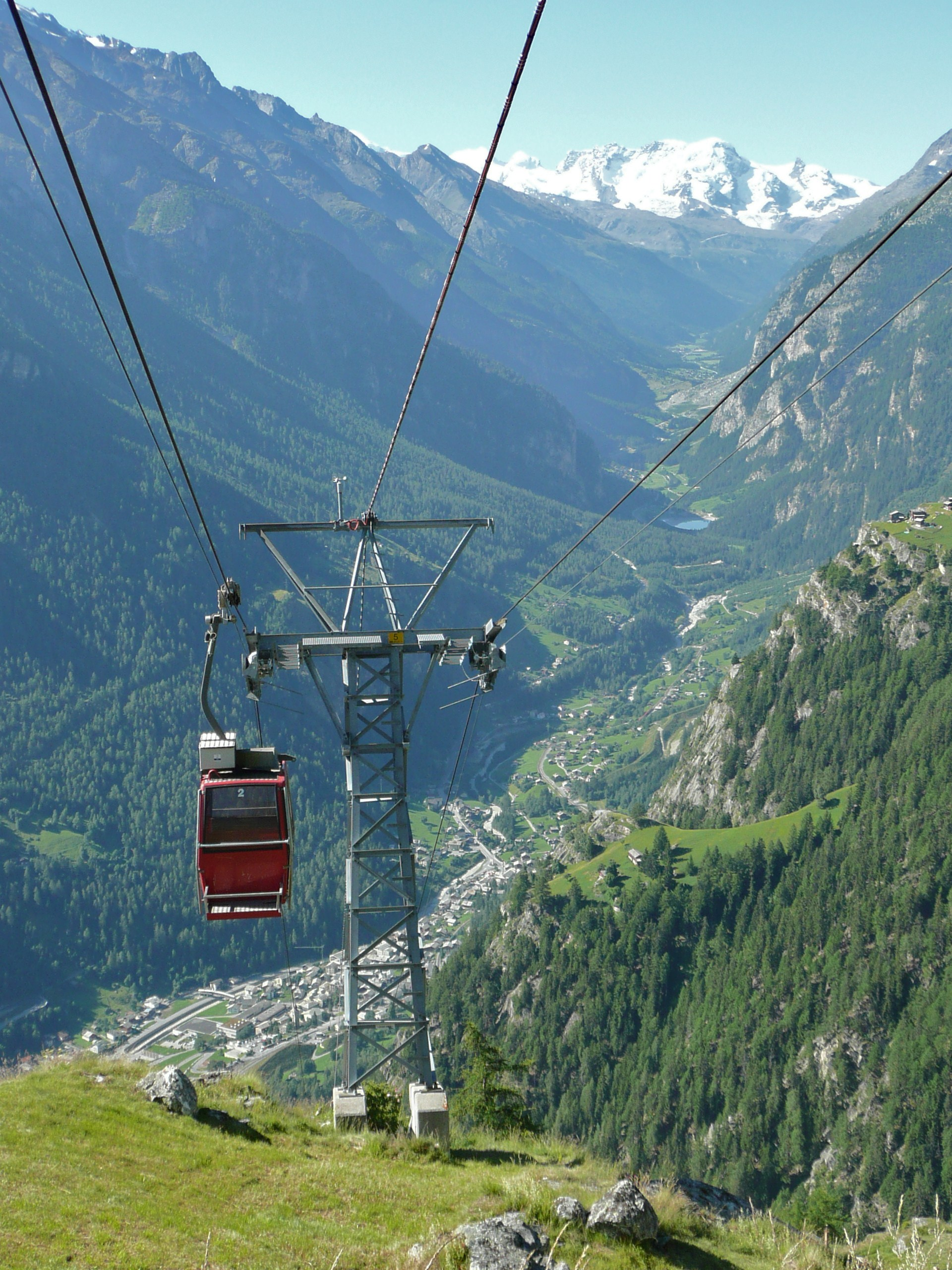
Seilbahn auf Jungen. Blick oberhalb Gafinu auf St. Niklaus und das hintere Nikolaital. Im Hintergrund von rechts Klein Matterhorn, Breithorn, Pollux und Castor. Häusergruppe rechts Sparren, darunter Teli.

Von St. Niklaus Dorf führt eine Personenseilbahn zur Siedlung auf 1990,5 m ü. M., deren Talstation (1138,8 m ü. M.) unweit oberhalb des Bahnhofs St. Niklaus (1126,7 m ü. M.) der Strecke der Brig-Visp-Zermatt-Bahn der Matterhorn-Gotthard-Bahn liegt. Bei Wintergadmen bzw. Gafinu auf 1795 m ü. M. kann in der sogenannten Mittelstation auch zu- oder ausgestiegen werden. Die Personenseilbahn wurde am 11. September 1983 eingeweiht und ist ganzjährig in Betrieb. Die zwei verbundenen Kabinen der zweispurigen Pendelbahn mit Trag- und Zugseil der «Seilbahngenossenschaft Jungen» können je vier Personen befördern.

## Bergrestaurant
Von der «Genossenschaft Bergrestaurant Jungeralp», die 2015 gegründet wurde und die über 200 Mitglieder zählt, wird zwei Gehminuten von der Bergstation der Jungerbahn ein Bergrestaurant errichtet.

## Wanderwege und Hochtouren

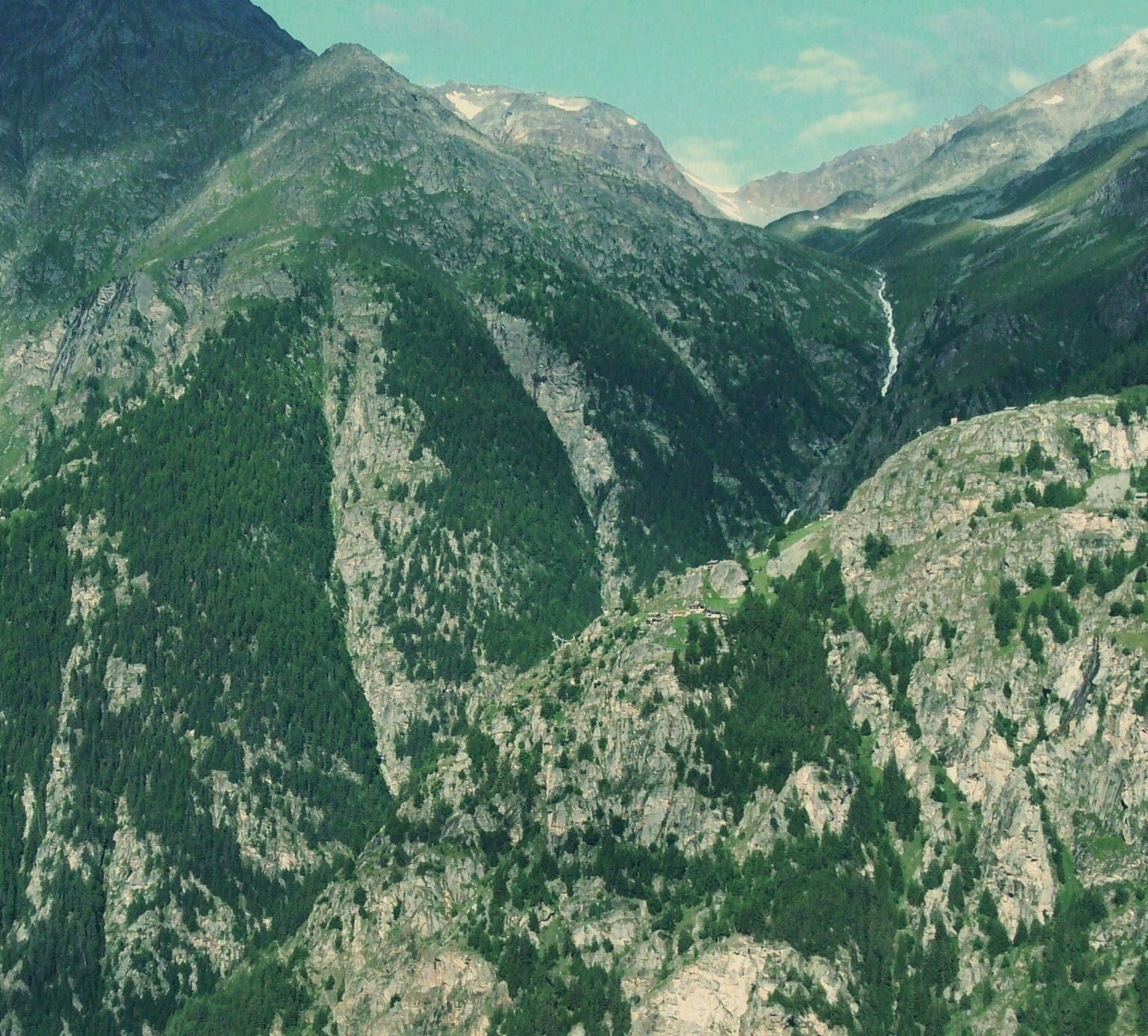
Blick von Grächen nach Jungen. Bei den in der Mitte des Bildes sichtbaren Gebäuden handelt es sich um einige Häuser von Wintergadmen. Oben Jungtal mit Jungbach.

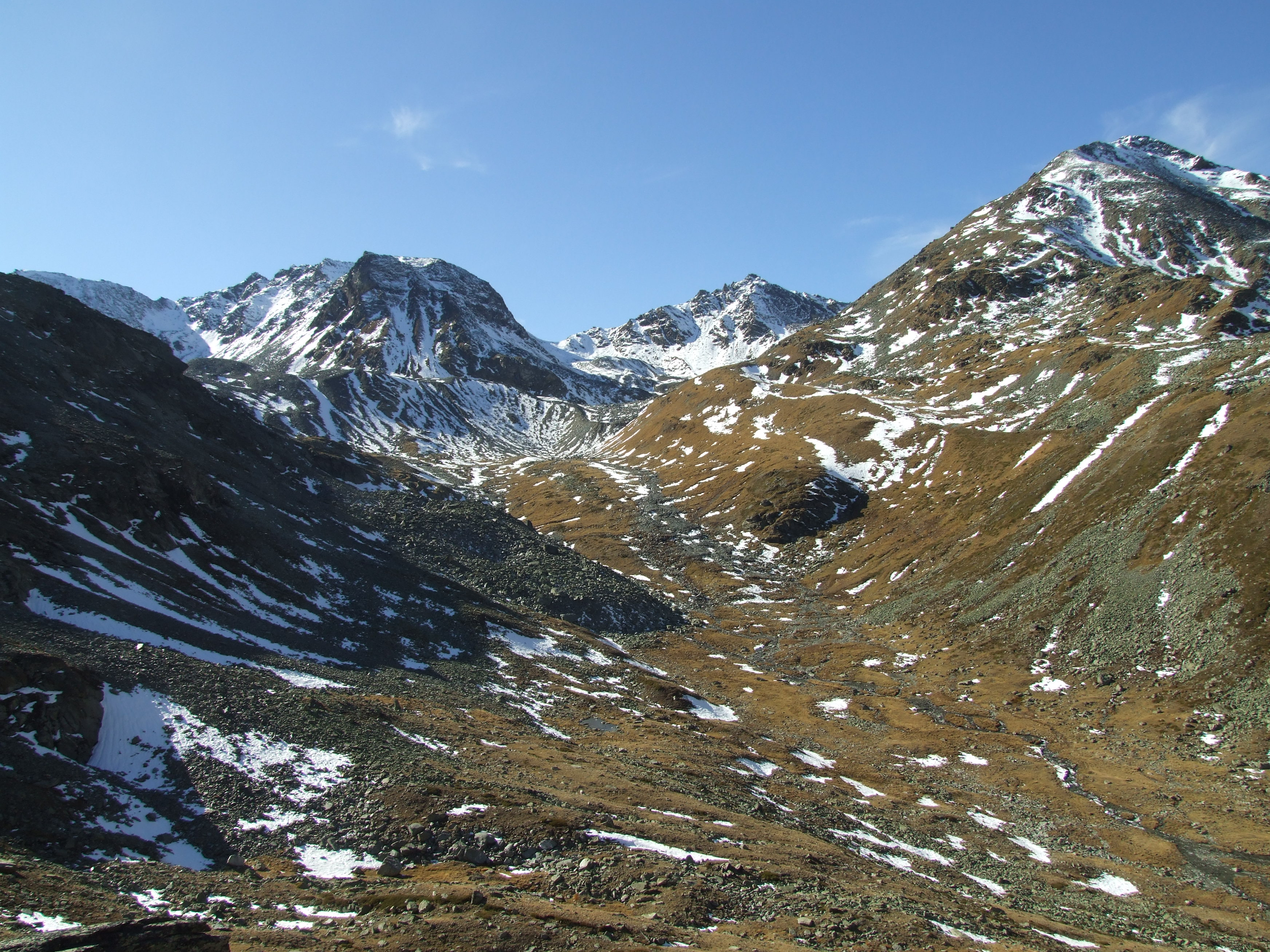
Das hintere Jungtal, im Hintergrund von links Rothorn, Jungpass, Furggwanghorn und Wyssegga.

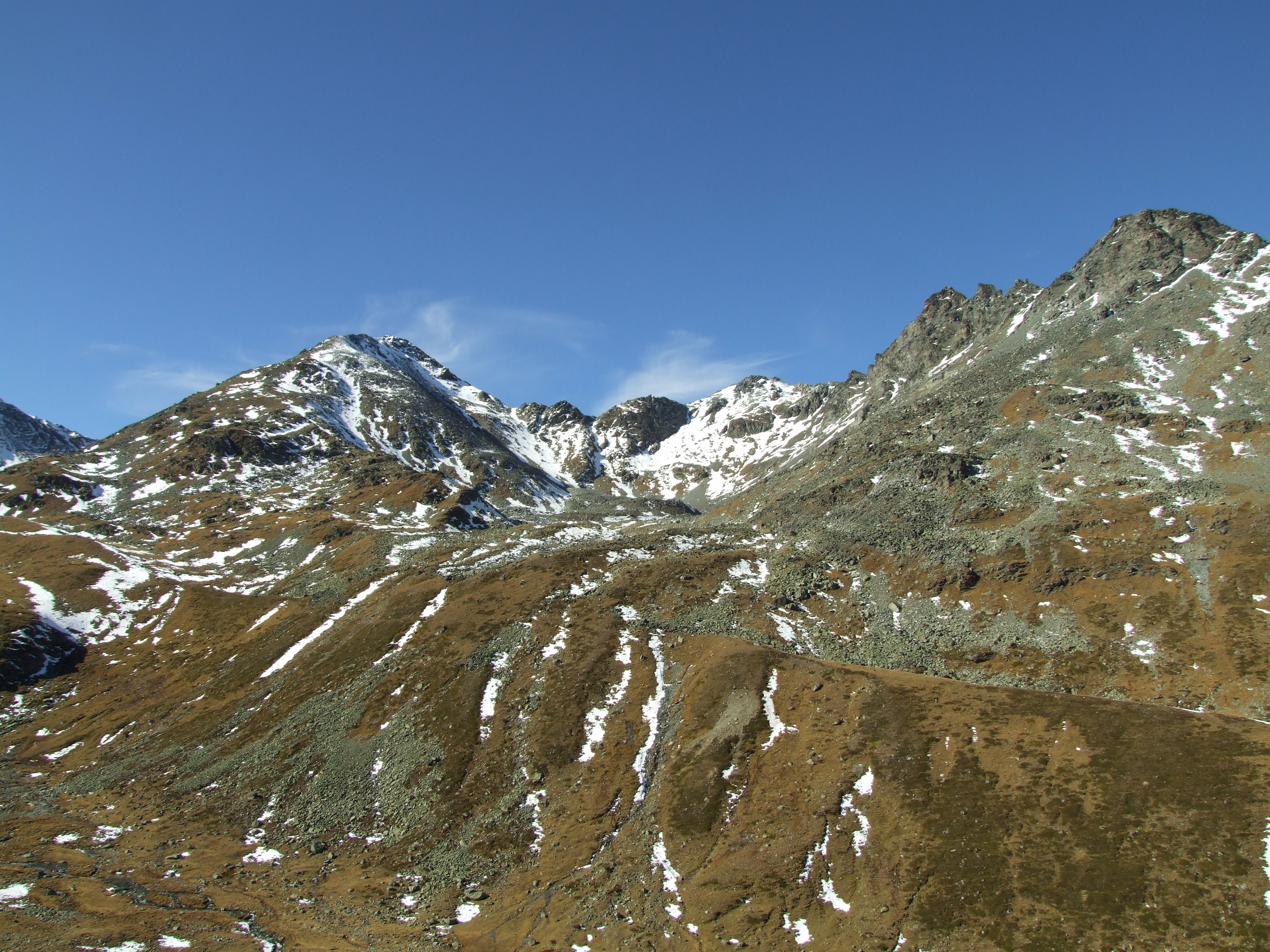
Das hintere Jungtal mit (von links) Wyssegga, Wyssegglicke und Steitalhorn.

- Spaziergänge zu den einzelnen Siedlungen Wintergadmen (1809 m), Unnerbächji (1870 m ü. M.), Gafinu (1795 m ü. M.), Dili (1853 m ü. M.), Lerchji (1798 m ü. M.), Biel (1895 m ü. M.) und Egga (1934 m ü. M.), vgl. weiter oben das Kapitel «Geographie».
- Höhenweg Moosalp–Jungen mit der Schwierigkeit T2, der von Jungen talauswärts zur Moosalp (2048 m) führt, die sich oberhalb von Törbel (1502 m ü. M.) und Zeneggen (1370 m ü. M.) befindet.
- Jungtalweg – Alpenblumenweg von Jungen ins Jungtal mit der Schwierigkeit T2.
- «Wasserleita» Obra

| Beschreibung | Anschlusshöhe                     | Endhöhe | Länge  | Schwierigkeit der Wanderung                                                                    | Weiteres |
| --- | --------------------------------- | ------- | ------ | ---------------------------------------------------------------------------------------------- | -------- |
| Die «Wasserleita» Obra erstreckt sich vom Jungtal talauswärts Richtung Nordosten nach Jungen hin und speist den kleinen See des Rastplatzes Seewjinen in 1998 m ü. M. Auch werden die Wasser der «Wasserleita» Obra landwirtschaftlich genutzt. | 2358 m, linke Seite des Jungbachs | 1960 m  | 1,8 km | Der Wanderweg entlang der «Wasserleita» ist teils markiert und weist die Schwierigkeit T2 auf. |          |

- Weisshornweg mit der Schwierigkeit T4, der sich von Jungen taleinwärts über das Jungtal (2387 m) und die Wasulicke (3114 m) zur Topalihütte und dann über den Guggiberg (2222 m) nach Randa zieht.
- Ausserdem ist Jungen ein idealer Ausgangspunkt für die Begehung des Augstbordpasses (2893 m ü. M.), der zwischen dem Steitalhorn (3164 m) und Schwarzhorn (3201 m) hindurchführt, ins Turtmanntal zur Turtmannhütte (2519 m ü. M.) mit der Schwierigkeit T3, von dort weiter über das Schöllijoch (3343 m) zur Topalihütte (2674 m ü. M.) mit der Schwierigkeit T4 und dann über den im Jahre 2003 erstellten Weisshornweg mit der Schwierigkeit T4 zurück nach Jungen.
- Walker’s Haute Route, die von Jungen zum Augstbordpass (2893 m) ins Turtmanntal mit der Schwierigkeit T3, dann über den Meidpass nach Zinal (1670 m) mit der Schwierigkeit T2, weiter über Verbier (1490 m) nach Chamonix (1035 m) verläuft.
- Von Jungen sind Berge wie das Sparruhorn (2988 m), Festihorn (3092 m), Wasuhorn (3343 m), Rothorn (3278 m), Steitalhorn (3164 m), Schwarzhorn (3201 m), Dreizehntenhorn (3052 m) und Augstbordhorn (2971 m) erreichbar.